# 鄭知蘇
鄭知蘇（1999年9月17日—），韓國女演員。2012年以本名玄承旻（韓語：현승민）出演電視劇《May Queen》正式出道，2019年因出演電影《寄生上流》而享譽國際，並於2020年獲得美國演員工會獎的最佳電影整體演出獎。

## 簡歷
鄭知蘇在演員出道前曾為花式滑冰選手，曾獲得樂天市長盃花式滑冰大賽的金牌。
2012年8月18日，以本名玄承旻出演電視劇《May Queen》，以演員身份正式出道，並且在劇中表演花式滑冰。2013年出演古装剧《奇皇后》，亦與朴蒔恩、金道賢一起加入Tooniverse的節目《The Unlimited Show》，成為第四、五季的成員，之後以童星身份出演多部電視劇。
2019年更改藝名為鄭知蘇，在電影《寄生上流》飾演朴多惠一角，此作品獲得了多項國際獎項，更在第72屆坎城影展中獲得金棕櫚獎，成為南韓首部獲得該殊榮的電影。
2020年出演電視劇《謗法》，為首次擔任主演。

## 影視作品

### 電視劇
| 年份   | 電視台      | 劇名                               | 角色           | 備註     |
| 2012年 | MBC         | 《May Queen》                      | 張仁花（少年） |          |
| 2012年 | MBC         | 《彷彿愛過》                       | 崔善婷（少年） |          |
| 2013年 | KBS         | 《蔘生》                           | 石蔘生（少年） |          |
| 2013年 | KBS         | 《劍與花》                         | 楚伊           |          |
| 2013年 | MBC         | 《奇皇后》                         | 奇承娘（少年） |          |
| 2013年 | KBS         | 《Drama Special—哥哥與醜小鴨》     |                | 主演     |
| 2014年 | MBC         | 《我人生的春天》                   | 姜藍           |          |
| 2015年 | SBS         | 《海德、哲基爾與我》               | 張荷娜（少年） |          |
| 2015年 | MBC         | 《華政》                           | 銀雪           |          |
| 2016年 | MBC Every 1 | 《網路漫畫英雄—Tundra Show 第2季》 | 朴寶南         |          |
| 2016年 | MBC         | 《W—兩個世界》                     | 吳妍珠（少年） |          |
| 2020年 | tvN         | 《謗法》                           | 白昭袗         | 主演     |
| 2021年 | KBS         | 《Imitation》                      | 李瑪荷         | 主演     |
| 2021年 | tvN         | 《某一天滅亡來到我家門前》         | 少女神         | 特別出演 |
| 2021年 | Netflix     | 《地獄公使》                       | 宣告天使       | 特別出演 |
| 2022年 | KBS2        | 《謝幕》                           | 徐允熙         |          |
| 2022年 | Netflix     | 《黑暗榮耀》                       | 文同珢（少年） |          |
| 2023年 | Netflix     | 《黑暗榮耀 2》                     | 文同珢（少年） |          |
| 2024年 | KBS2        | 《奇怪的她》                       | 吳杜莉／艾蜜莉 | 主演     |

### 電影
| 年份   | 片名                   | 角色    | 備註 |
| 2014年 | 《Daughter》           | 少女 山 |      |
| 2015年 | 《大虎：獸獵傳奇》     | 善兒    |      |
| 2019年 | 《寄生上流》           | 朴多惠  |      |
| 2021年 | 《謗法：在此矣》                   | 白昭袗  |      |
| 2022年 | 《狎鷗亭報告》         |         |      |
| 2025年 | 《神聖之夜：惡魔獵人》 | 恩書    |      |
| 2025年 | 《太陽之歌》           |         |      |
| 待公布 | 《Sister》             | 海兰    | 主演 |

## 電視劇原聲音樂

### 2021年 電視劇ImitationOst
- Tea Party《Call me》、《Show me》（與林娜榮和金敏書合唱）
- Maha《如果是我們兩人其中的一個（If we were）》
- Maha x Yujin《Like when we first met》（與ATEEZ成員丁潤浩合唱）
- Imitation X SHAX X TEA PARTY X SPARKLING X LA LIMA X EUN JO《星座（Sign）》（與朴芝妍、李濬榮、姜澯熙、金泳均、李秀雄、丁潤浩、崔傘、朴星和、崔鍾浩、朴俞里、安貞勳、林娜榮、金敏書合唱）

## 提名與獲獎列表
| 年度   | 頒獎典禮             | 獎項             | 作品               | 結果 | 參            |
| 2012年 | MBC演技大賞          | 兒童演技賞       | May Queen          | 提名 |               |
| 2013年 | KBS演技大賞          | 青少年演技賞     | 劍與花 蔘生        | 提名 |               |
| 2019年 | 新墨西哥影評人協會   | 最佳整體演出     | 《寄生上流》       | 亚军 | [ 5 ]         |
| 2019年 | 華盛頓特區影評人協會 | 最佳整體演出     | 《寄生上流》       | 提名 | [ 6 ]         |
| 2019年 | 底特律影評人協會     | 最佳整體演出     | 《寄生上流》       | 提名 | [ 7 ]         |
| 2019年 | 波士頓影評人協會     | 最佳整體演出     | 《寄生上流》       | 亚军 | [ 8 ]         |
| 2019年 | 印第安納電影記者協會 | 最佳整體演出     | 《寄生上流》       | 提名 | [ 9 ] [ 10 ]  |
| 2019年 | 西雅圖影評人協會     | 最佳整體演出     | 《寄生上流》       | 獲獎 | [ 11 ]        |
| 2019年 | IGN獎                | 年度電影整體演出 | 《寄生上流》       | 提名 | [ 12 ]        |
| 2019年 | IGN人民選擇獎        | 年度電影整體演出 | 《寄生上流》       | 提名 | [ 12 ]        |
| 2019年 | 佛羅里達影評人協會   | 最佳整體演出     | 《寄生上流》       | 提名 | [ 13 ] [ 14 ] |
| 2019年 | 女性影評人線上協會   | 最佳整體演出     | 《寄生上流》       | 亚军 | [ 15 ]        |
| 2020年 | 哥倫布影評人協會     | 最佳整體演出     | 《寄生上流》       | 獲獎 | [ 16 ]        |
| 2020年 | 奧斯汀影評人協會     | 最佳整體演出     | 《寄生上流》       | 提名 | [ 17 ] [ 18 ] |
| 2020年 | 喬治亞影評人協會     | 最佳整體演出     | 《寄生上流》       | 提名 | [ 19 ]        |
| 2020年 | 音樂之城影評人協會   | 最佳整體演出     | 《寄生上流》       | 提名 | [ 20 ] [ 21 ] |
| 2020年 | 評論家選擇電影獎     | 最佳整體演出     | 《寄生上流》       | 提名 | [ 22 ]        |
| 2020年 | 美國演員工會獎       | 最佳電影整體演出 | 《寄生上流》       | 獲獎 | [ 23 ]        |
| 2020年 | 在線電影與電視協會   | 最佳整體演出     | 《寄生上流》       | 獲獎 | [ 24 ]        |
| 2020年 | 金賽電影獎           | 最佳整體演出     | 《寄生上流》       | 獲獎 | [ 25 ]        |
| 2020年 | 國際電影愛好者協會   | 最佳整體演出     | 《寄生上流》       | 獲獎 | [ 26 ]        |
| 2020年 | 克羅魯迪斯獎         | 最佳整體演出     | 《寄生上流》       | 獲獎 | [ 27 ]        |
| 2022年 | KBS演技大獎          | 女子新人獎       | 《謝幕：樹立而死》 | 獲獎 | [ 28 ]        |

## 備註
1. ↑  《謗法》片頭顯示之漢字
2. ↑  與《從前，有個好萊塢》齊名

## 外部連結
- 官方网站
- 鄭知蘇的Instagram帳戶